# Alice in Wonder Underground
Alice in Wonder Underground (Alice in Wonder Underground?) è il ventiseiesimo singolo della rock band visual kei giapponese BUCK-TICK. È stato pubblicato l'8 agosto 2007 dall'etichetta major BMG, sussidiaria della Sony Music.
Il singolo è stato stampato in due versioni: una special edition in confezione jewel case contenuta in una custodia in cartoncino con libretto fotografico e alcuni adesivi, ed una normal edition con copertina variata e confezione jewel case semplice.

## Tracce
Dopo il titolo è indicata fra parentesi "()" la grafia originale del titolo.
1. Alice in Wonder Underground (Alice in Wonder Underground?) - 4:08 (Hisashi Imai)
2. tight rope (tight rope?) - 5:27 (Atsushi Sakurai - Hisashi Imai)

## Altre presenze
- Alice in Wonder Underground:
  - 19/09/2007 - Tenshi no revolver
  - 07/03/2012 - CATALOGUE ARIOLA 00-10
- tight rope:
  - 21/06/1996 - COSMOS
  - 12/08/1998 - SWEET STRANGE LIVE DISC
  - 07/04/2004 - at the night side

## Formazione
- Atsushi Sakurai - voce
- Hisashi Imai - chitarra e cori
- Hidehiko Hoshino - chitarra e tastiera
- Yutaka Higuchi - basso
- Toll Yagami - batteria